# ناحیه هامبورگ، میشیگان
ناحیه هامبورگ (به انگلیسی: Hamburg Township) یک منطقهٔ مسکونی در ایالات متحده آمریکا است که در شهرستان لیوینگستون، میشیگان واقع شده‌است.
 ناحیه هامبورگ ۹۳٫۳ کیلومتر مربع مساحت و ۲۱٬۱۶۵ نفر جمعیت دارد و ۲۶۰ متر بالاتر از سطح دریا واقع شده‌است.